# Oolong

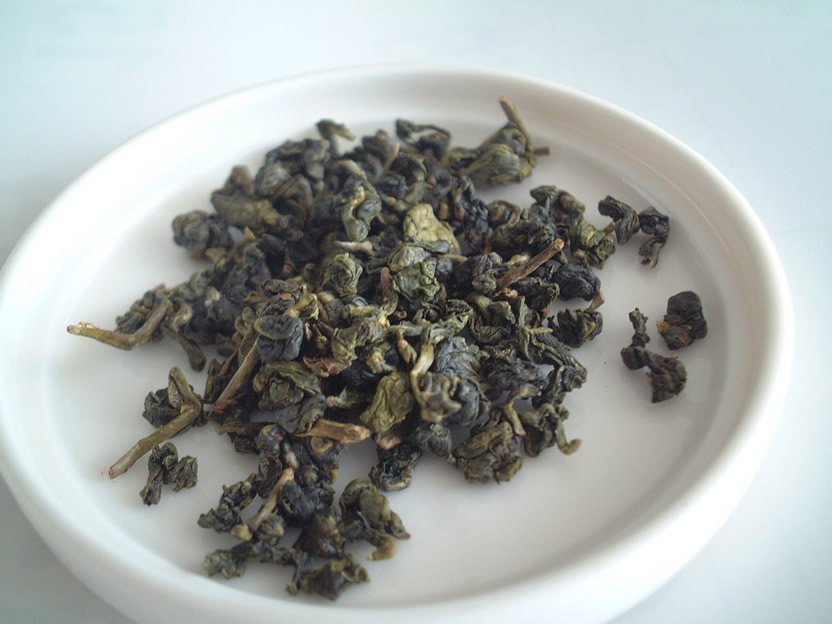
Folhas de chá de oolong

Oolong (烏龍 ou 乌龙→ wūlóng) é um chá chinês tradicional, situado entre o chá verde e o chá preto em termos de oxidação.
Na cultura do chá chinesa, os chás oolong semi-oxidados são coletivamente conhecidos como qīngchá (青茶, chá verde azulado). Oolong possui um sabor mais próximo ao chá verde do que ao chá preto: ele não possui o aroma róseo adocicado do chá preto mas por outro lado ele também não possui as notas vegetais marcantes típicas do chá verde. Ele é em geral preparado forte, com o amargo deixando um resquício de sabor adocicado.  Várias das subvariedades de oolong, incluindo as produzidas nas Montanhas Wuyi na parte norte da Província de Fujian e nas montanhas centrais de Taiwan, estão entre os mais famosos chás chineses.
As folhas de oolong são processadas de duas formas diferentes. Em alguns chás são enroladas em longas folhas curvas, ao passo que em outros elas são comprimidas numa forma esférica semelhante ao chá pólvora.  O primeiro método de processamento é o mais antigo.